# Solomon, Sălaj
Solomon este un sat în comuna Gârbou din județul Sălaj, Transilvania, România.

## Vezi și

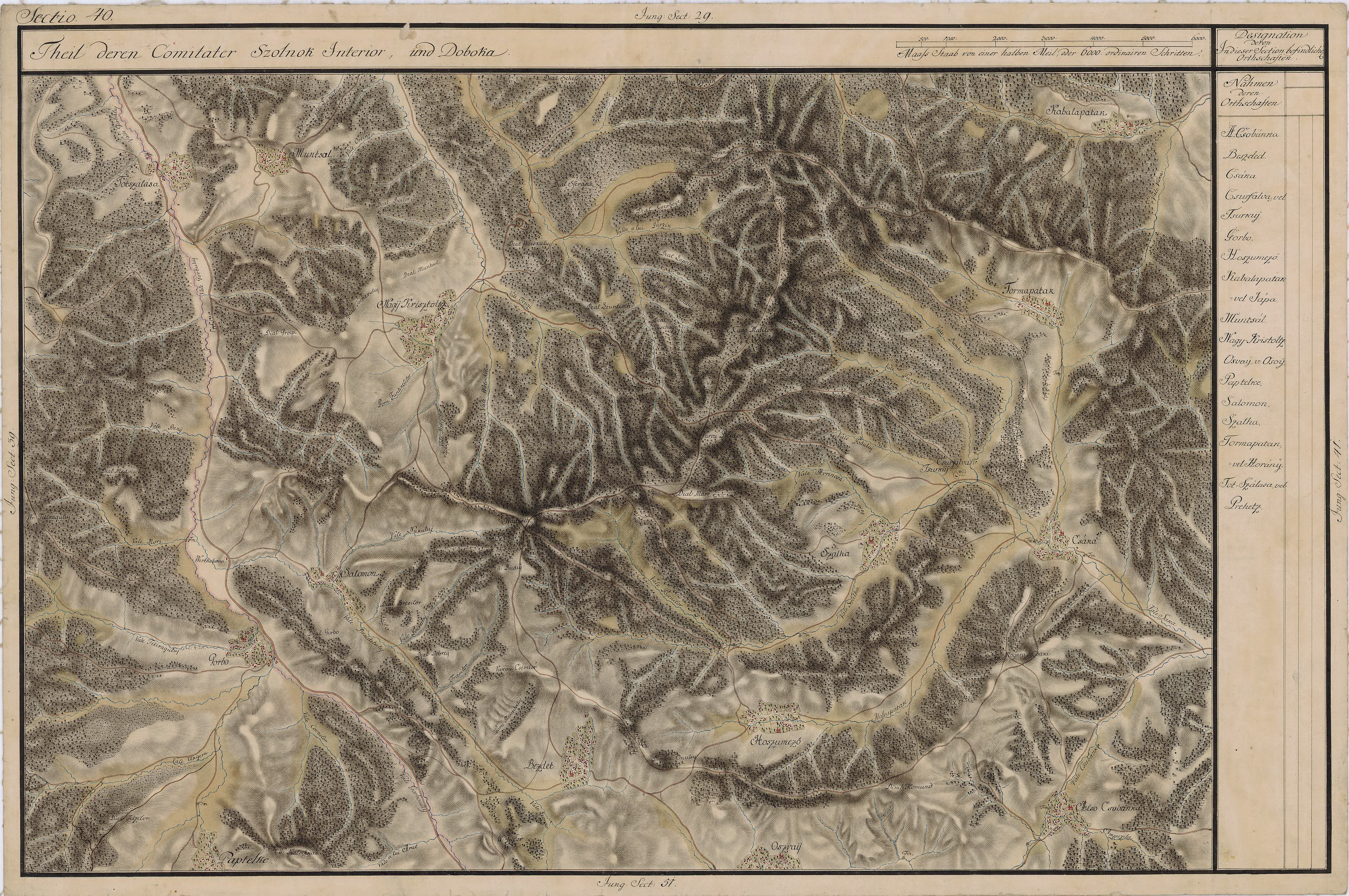
Solomon în Harta Iosefină a Transilvaniei, 1769-1773